# Кубок Англії з футболу 2018—2019
Кубок Англії з футболу 2018–2019 — 138-й розіграш найстарішого кубкового футбольного турніру у світі, Кубка виклику Футбольної Асоціації, також відомого як Кубок Англії.
Титул вшосте здобув «Манчестер Сіті».

## Перший раунд
На цій стадії турніру розпочинають грати клуби з Першої та Другої ліг.
Матчі пройшли 9-12 листопада 2018 року.
У дужках вказаний дивізіон, у якому виступає клуб у поточному сезоні. Якщо уточнення відсутнє, клуб з першого дивізіону системи футбольних ліг Англії — Прем'єр-ліги
| Дата                      | Господарі                    | Рахунок      | Гості                  | Глядачі |
| ------------------------- | ---------------------------- | ------------ | ---------------------- | ------- |
| 9 листопада               | Герінгей Боро (7)            | 0:1          | Вімблдон (3)           | 2710    |
| 10 листопада              | Еббсфліт Юнайтед (5)         | 0:0          | Челтнем Таун (4)       | 1624    |
| 20 листопада Перегравання | Челтнем Таун (4)             | 2:0          | Еббсфліт Юнайтед (5)   | 1435    |
| 10 листопада              | Мейдстон Юнайтед (5)         | 2:1          | Маклсфілд Таун (4)     | 2169    |
| 10 листопада              | Свіндон Таун (4)             | 2:1          | Йорк Сіті (6)          | 3744    |
| 10 листопада              | Торкі Юнайтед (6)            | 0:1          | Вокінг (6)             | 2 419   |
| 10 листопада              | Сканторп Юнайтед (3)         | 2:1          | Бертон Альбіон (3)     | 2260    |
| 10 листопада              | Олдершот Таун (5)            | 1:1          | Бредфорд Сіті (3)      | 2 455   |
| 20 листопада Перегравання | Бредфорд Сіті (3)            | 1:1 пен. 4:1 | Олдершот Таун (5)      | 2248    |
| 10 листопада              | Бромлі (5)                   | 1:3          | Пітерборо Юнайтед (3)  | 3 107   |
| 10 листопада              | Грімсбі Таун (4)             | 3:1          | Мілтон-Кінз Донз (4)   | 1991    |
| 10 листопада              | Саутпорт (6)                 | 2:0          | Борхем Вуд (5)         | 1460    |
| 10 листопада              | Плімут Аргайл (3)            | 1:0          | Стівенідж (4)          | 5719    |
| 10 листопада              | Честерфілд (5)               | 1:1          | Біллерікі Таун (6)     | 2952    |
| 20 листопада Перегравання | Біллерікі Таун (6)           | 1:3          | Честерфілд (5)         | 2493    |
| 10 листопада              | Лінкольн Сіті (4)            | 3:2          | Нортгемптон Таун (4)   | 6012    |
| 10 листопада              | Йовіл Таун (4)               | 1:3          | Стокпорт Каунті (6)    | 2550    |
| 10 листопада              | Бері (4)                     | 5:0          | Дувр Атлетік (5)       | 2 355   |
| 10 листопада              | Джиллінгем (3)               | 0:0          | Гартлпул Юнайтед (5)   | 2224    |
| 21 листопада Перегравання | Гартлпул Юнайтед (5)         | 3:4 дч       | Джиллінгем (3)         | 1873    |
| 10 листопада              | Оксфорд Юнайтед (3)          | 0:0          | Форест Грін Роверс (4) | 3933    |
| 20 листопада Перегравання | Форест Грін Роверс (4)       | 0:3          | Оксфорд Юнайтед (3)    | 1614    |
| 10 листопада              | Аккрінгтон Стенлі (3)        | 1:0          | Колчестер Юнайтед (4)  | 1 267   |
| 10 листопада              | Барнслі (3)                  | 4:0          | Ноттс Каунті (4)       | 5878    |
| 10 листопада              | Метрополітен Поліс (7)       | 0:2          | Ньюпорт Каунті (4)     | 1137    |
| 10 листопада              | Транмер Роверз (4)           | 3:3          | Оксфорд Сіті (6)       | 4206    |
| 20 листопада Перегравання | Оксфорд Сіті (6)             | 0:2          | Транмер Роверз (4)     | 1172    |
| 10 листопада              | Волсолл (3)                  | 3:2          | Ковентрі Сіті (3)      | 4760    |
| 10 листопада              | Рочдейл (3)                  | 2:1          | Гейтсхед (5)           | 2415    |
| 10 листопада              | Саттон Юнайтед (5)           | 0:0          | Слау Таун (6)          | 1 830   |
| 20 листопада Перегравання | Слау Таун (6)                | 1:1 пен. 8:7 | Саттон Юнайтед (5)     | 1360    |
| 10 листопада              | Ексетер Сіті (4)             | 2:3          | Блекпул (3)            | 3188    |
| 10 листопада              | Лутон Таун (3)               | 2:0          | Вікем Вондерерз (3)    | 5343    |
| 10 листопада              | Моркам (4)                   | 0:0          | Галіфакс Таун (5)      | 1736    |
| 20 листопада Перегравання | Галіфакс Таун (5)            | 1:0          | Моркам (4)             | 1218    |
| 10 листопада              | Кру Александра (4)           | 0:1          | Карлайл Юнайтед (4)    | 2467    |
| 10 листопада              | Саутенд Юнайтед (3)          | 1:1          | Кроулі Таун (4)        | 3935    |
| 20 листопада Перегравання | Кроулі Таун (4)              | 2:6 дч       | Саутенд Юнайтед (3)    | 3120    |
| 10 листопада              | Мейденхед Юнайтед (5)        | 0:4          | Портсмут (3)           | 3205    |
| 11 листопада              | Менсфілд Таун (4)            | 1:1          | Чарльтон Атлетик (3)   | 3240    |
| 20 листопада Перегравання | Чарльтон Атлетик (3)         | 5:0          | Менсфілд Таун (4)      | 1910    |
| 11 листопада              | Порт Вейл (4)                | 1:2          | Сандерленд (3)         | 7238    |
| 11 листопада              | Чорлі (6)                    | 2:2          | Донкастер Роверз (3)   | 3239    |
| 20 листопада Перегравання | Донкастер Роверз (5)         | 7:0          | Чорлі (6)              | 3048    |
| 11 листопада              | Альфретон Таун (6)           | 1:4          | Флітвуд Таун (3)       | 827     |
| 11 листопада              | Барнет (5)                   | 1:1          | Бристоль Роверз (3)    | 1705    |
| 21 листопада Перегравання | Бристоль Роверз (5)          | 1:2          | Барнет (5)             | 2740    |
| 11 листопада              | Шрусбері Таун (3)            | 1:1          | Солфорд Сіті (5)       | 4351    |
| 21 листопада Перегравання | Солфорд Сіті (5)             | 1:3          | Шрусбері Таун (3))     | 2432    |
| 11 листопада              | Гітчін Таун (7)              | 0:2          | Соліхалл Мурс (5)      | 3148    |
| 11 листопада              | Гайзлі (6)                   | 4:3          | Кембридж Юнайтед (4)   | 1097    |
| 11 листопада              | Вестон-сьюпер-Мейр (6)       | 0:2          | Рексем (5)             | 1170    |
| 12 листопада              | Гемптон енд Річмонд Боро (6) | 1:2          | Олдем Атлетік (4)      | 2720    |

## Другий раунд
| Дата                   | Господарі             | Рахунок      | Гості                 | Глядачі |
| ---------------------- | --------------------- | ------------ | --------------------- | ------- |
| 30 листопада           | Соліхалл Мурс (5)     | 0:0          | Блекпул (3)           | 3005    |
| 18 грудня Перегравання | Блекпул (3)           | 3:2 дч       | Соліхалл Мурс (5)     | 1441    |
| 1 грудня               | Галіфакс Таун (5)     | 1:3          | Вімблдон (3)          | 2044    |
| 1 грудня               | Саутенд Юнайтед (3)   | 2:4          | Барнслі (3)           | 3616    |
| 1 грудня               | Пітерборо Юнайтед (3) | 2:2          | Бредфорд Сіті (3)     | 3750    |
| 11 грудня Перегравання | Бредфорд Сіті (3)     | 4:4 пен. 2:3 | Пітерборо Юнайтед (3) | 3486    |
| 1 грудня               | Лінкольн Сіті (4)     | 2:0          | Карлайл Юнайтед (4)   | 6438    |
| 1 грудня               | Плімут Аргайл (3)     | 1:2          | Оксфорд Юнайтед (3)   | 5984    |
| 1 грудня               | Волсолл (3)           | 1:1          | Сандерленд (3)        | 3140    |
| 11 грудня Перегравання | Сандерленд (3)        | 0:1          | Волсолл (3)           | 8212    |
| 1 грудня               | Аккрінгтон Стенлі (3) | 3:1          | Челтнем Таун (4)      | 1066    |
| 1 грудня               | Чарльтон Атлетик (3)  | 0:2          | Донкастер Роверз (3)  | 3249    |
| 1 грудня               | Мейдстон Юнайтед (5)  | 0:2          | Олдем Атлетік (4)     | 3560    |
| 1 грудня               | Рексем (5)            | 0:0          | Ньюпорт Каунті (4)    | 5295    |
| 11 грудня Перегравання | Ньюпорт Каунті (4)    | 4:0          | Рексем (5)            | 4143    |
| 2 грудня               | Бері (4)              | 0:1          | Лутон Таун (3)        | 2977    |
| 2 грудня               | Транмер Роверз (4)    | 1:1          | Саутпорт (6)          | 4701    |
| 17 грудня Перегравання | Саутпорт (6)          | 0:2          | Транмер Роверз (4)    | 5414    |
| 2 грудня               | Шрусбері Таун (3)     | 1:0          | Сканторп Юнайтед (3)  | 3427    |
| 2 грудня               | Свіндон Таун (4)      | 0:1          | Вокінг (6)            | 3654    |
| 2 грудня               | Рочдейл (3)           | 0:1          | Портсмут (3)          | 2555    |
| 2 грудня               | Слау Таун (6)         | 0:1          | Джиллінгем (3)        | 2084    |
| 2 грудня               | Барнет (5)            | 1:0          | Стокпорт Каунті (6)   | 2826    |
| 2 грудня               | Честерфілд (5)        | 0:2          | Грімсбі Таун (4)      | 4537    |
| 3 грудня               | Гайзлі (6)            | 1:2          | Флітвуд Таун (3)      | 2324    |

## Третій раунд
| Дата                  | Господарі                | Рахунок      | Гості                    | Глядачі |
| --------------------- | ------------------------ | ------------ | ------------------------ | ------- |
| 4 січня               | Транмер Роверз (4)       | 0:7          | Тоттенгем Готспур        | 12 553  |
| 5 січня               | Болтон Вондерерз (2)     | 5:2          | Волсолл (3)              | 5 506   |
| 5 січня               | Брентфорд (2)            | 1:0          | Оксфорд Юнайтед (3)      | 6 106   |
| 5 січня               | Шеффілд Венсдей (2)      | 0:0          | Лутон Таун (3)           | 16 974  |
| 15 січня Перегравання | Лутон Таун (3)           | 0:1          | Шеффілд Венсдей (2)      | 9 259   |
| 5 січня               | Манчестер Юнайтед        | 2:0          | Редінг (2)               | 73 918  |
| 5 січня               | Ньюкасл Юнайтед          | 1:1          | Блекберн Роверз (2)      | 36 440  |
| 15 січня Перегравання | Блекберн Роверз (2)      | 2:4 дч       | Ньюкасл Юнайтед          | 14 228  |
| 5 січня               | Челсі                    | 2:0          | Ноттінгем Форест (2)     | 40 544  |
| 5 січня               | Крістал Пелес            | 1:0          | Грімсбі Таун (4)         | 19 967  |
| 5 січня               | Бристоль Сіті (2)        | 1:0          | Гаддерсфілд Таун         | 12 179  |
| 5 січня               | Флітвуд Таун (3)         | 2:3          | Вімблдон (3)             | 2 131   |
| 5 січня               | Вест-Бромвіч Альбіон (2) | 1:0          | Віган Атлетік (2)        | 15 465  |
| 5 січня               | Мідлсбро (2)             | 5:0          | Пітерборо Юнайтед (3)    | 11 647  |
| 5 січня               | Астон Вілла (2)          | 0:3          | Свонсі Сіті (2)          | 30 572  |
| 5 січня               | Джиллінгем (3)           | 1:0          | Кардіфф Сіті             | 7 090   |
| 5 січня               | Евертон                  | 2:1          | Лінкольн Сіті (4)        | 37 900  |
| 5 січня               | Дербі Каунті (2)         | 2:2          | Саутгемптон              | 17 095  |
| 16 січня Перегравання | Саутгемптон              | 2:2 пен. 3:5 | Дербі Каунті (2)         | 14 651  |
| 5 січня               | Аккрінгтон Стенлі (3)    | 1:0          | Іпсвіч Таун (2)          | 2 869   |
| 5 січня               | Шрусбері Таун (3)        | 1:1          | Сток Сіті (2)            | 7 512   |
| 15 січня Перегравання | Сток Сіті (2)            | 2:3          | Шрусбері Таун (3)        | 10 261  |
| 5 січня               | Блекпул (3)              | 0:3          | Арсенал                  | 8 955   |
| 5 січня               | Борнмут                  | 1:3          | Брайтон енд Гоув Альбіон | 10 522  |
| 5 січня               | Вест Гем Юнайтед         | 2:0          | Бірмінгем Сіті (2)       | 54 840  |
| 5 січня               | Бернлі                   | 1:0          | Барнслі (3)              | 11 053  |
| 5 січня               | Норвіч Сіті (2)          | 0:1          | Портсмут (3)             | 23 201  |
| 6 січня               | Міллволл (2)             | 2:1          | Галл Сіті (2)            | 5 307   |
| 6 січня               | Престон Норт-Енд (2)     | 1:3          | Донкастер Роверз (3)     | 8 101   |
| 6 січня               | Фулгем                   | 1:2          | Олдем Атлетік (4)        | 16 134  |
| 6 січня               | Манчестер Сіті           | 7:0          | Ротергем Юнайтед (2)     | 52 708  |
| 6 січня               | Вокінг (6)               | 0:2          | Вотфорд                  | 5 717   |
| 6 січня               | Квінз Парк Рейнджерс (2) | 2:1          | Лідс Юнайтед (2)         | 11 637  |
| 6 січня               | Шеффілд Юнайтед (2)      | 0:1          | Барнет (5)               | 9 906   |
| 6 січня               | Ньюпорт Каунті (4)       | 2:1          | Лестер Сіті              | 6 705   |
| 7 січня               | Вулвергемптон Вондерерз  | 2:1          | Ліверпуль                | 25 849  |

## Четвертий раунд
| Дата                  | Господарі                | Рахунок | Гості                    | Глядачі |
| --------------------- | ------------------------ | ------- | ------------------------ | ------- |
| 25 січня              | Арсенал                  | 1:3     | Манчестер Юнайтед        | 13 747  |
| 25 січня              | Бристоль Сіті (2)        | 2:1     | Болтон Вондерерз (2)     | 59 571  |
| 26 січня              | Свонсі Сіті (2)          | 4:1     | Джиллінгем (3)           | 15 080  |
| 26 січня              | Вімблдон (3)             | 4:2     | Вест Гем Юнайтед         | 4 777   |
| 26 січня              | Шрусбері Таун (3)        | 2:2     | Вулвергемптон Вондерерз  | 9 503   |
| 5 лютого Перегравання | Вулвергемптон Вондерерз  | 3:2     | Шрусбері Таун (3)        | 28 844  |
| 26 січня              | Міллволл (2)             | 3:2     | Евертон                  | 16 354  |
| 26 січня              | Брайтон енд Гоув Альбіон | 0:0     | Вест-Бромвіч Альбіон (2) | 27 001  |
| 6 лютого Перегравання | Вест-Бромвіч Альбіон (2) | 1:3 дч  | Брайтон енд Гоув Альбіон | 8 645   |
| 26 січня              | Аккрінгтон Стенлі (3)    | 0:1     | Дербі Каунті (2)         | 5 397   |
| 26 січня              | Донкастер Роверз (3)     | 2:1     | Олдем Атлетік (4)        | 11 260  |
| 26 січня              | Мідлсбро (2)             | 1:1     | Ньюпорт Каунті (4)       | 15 794  |
| 5 лютого Перегравання | Ньюпорт Каунті (4)       | 2:0     | Мідлсбро (2)             | 6 552   |
| 26 січня              | Манчестер Сіті           | 5:0     | Бернлі                   | 50 121  |
| 26 січня              | Ньюкасл Юнайтед          | 0:2     | Вотфорд                  | 34 604  |
| 26 січня              | Портсмут (3)             | 1:1     | Квінз Парк Рейнджерс (2) | 19 378  |
| 5 лютого Перегравання | Квінз Парк Рейнджерс (2) | 2:0     | Портсмут (3)             | 13 115  |
| 27 січня              | Челсі                    | 3:0     | Шеффілд Венсдей (2)      | 37 433  |
| 27 січня              | Крістал Пелес            | 2:0     | Тоттенгем Готспур        | 19 491  |
| 28 січня              | Барнет (5)               | 3:3     | Брентфорд (2)            | 6 215   |
| 5 лютого Перегравання | Брентфорд (2)            | 3:1     | Барнет (5)               | 6 954   |

## П'ятий раунд
| Дата      | Господарі                | Рахунок | Гості                   | Глядачі |
| --------- | ------------------------ | ------- | ----------------------- | ------- |
| 15 лютого | Квінз Парк Рейнджерс (2) | 0:1     | Вотфорд                 | 17 121  |
| 16 лютого | Брайтон енд Гоув Альбіон | 2:1     | Дербі Каунті (2)        | 24 562  |
| 16 лютого | Вімблдон (3)             | 0:1     | Міллволл (2)            | 4 795   |
| 16 лютого | Ньюпорт Каунті (4)       | 1:4     | Манчестер Сіті          | 9 680   |
| 17 лютого | Бристоль Сіті (2)        | 0:1     | Вулвергемптон Вондерерз | 24 394  |
| 17 лютого | Донкастер Роверз (3)     | 0:2     | Крістал Пелес           | 14 010  |
| 17 лютого | Свонсі Сіті (2)          | 4:1     | Брентфорд (2)           | 11 261  |
| 18 лютого | Челсі                    | 0:2     | Манчестер Юнайтед       | 40 562  |

## Шостий раунд
| Дата       | Господарі               | Рахунок      | Гості                    | Глядачі |
| ---------- | ----------------------- | ------------ | ------------------------ | ------- |
| 16 березня | Свонсі Сіті (2)         | 2:3          | Манчестер Сіті           | 19 783  |
| 16 березня | Вотфорд                 | 2:1          | Крістал Пелес            | 18 104  |
| 16 березня | Вулвергемптон Вондерерз | 2:1          | Манчестер Юнайтед        | 31 004  |
| 17 березня | Міллволл (2)            | 2:2 пен. 4:5 | Брайтон енд Гоув Альбіон | 17 137  |

## Півфінали
| Дата     | Господарі      | Рахунок | Гості                    | Глядачі |
| -------- | -------------- | ------- | ------------------------ | ------- |
| 6 квітня | Манчестер Сіті | 1:0     | Брайтон енд Гоув Альбіон | 71 521  |
| 7 квітня | Вотфорд        | 3:2 дч  | Вулвергемптон Вондерерз  | 80 092  |

## Фінал
| 18 травня 2019 17:00 (UTC+1) |

| Манчестер Сіті                                              | 6:0      | Вотфорд |
| ----------------------------------------------------------- | -------- | ------- |
| Д.Сільва 26' Жезус 38', 68' Де Брейне 61' Стерлінг 81', 87' | Протокол |         |

| Вемблі, Лондон Глядачів: 85 854 Арбітр: Кевін Френд |